# Manfred Meinz
Manfred Meinz (* 16. März 1931 in Magdeburg; † 29. September 2007 in Osnabrück) war ein deutscher Kunsthistoriker und Museumsdirektor in Osnabrück.

## Leben
Er studierte Kunstgeschichte an der Universität Hamburg und promovierte 1967 zum Thema Der mittelalterliche Sakralbau in Ostfriesland. Zunächst war er acht Jahre am Altonaer Museum in Hamburg tätig und ging dann im Jahr 1970 nach Osnabrück an das Kulturgeschichtliches Museum Osnabrück. Er lebte mit seiner zweiten Ehefrau in Bad Iburg.
Manfred Meinz war 30 Jahre lang Redakteur von Keramos. Zeitschrift der Gesellschaft der Keramikfreunde.
Manfred Meinz und Jutta Schoeller-Meinz sammelten Fayencen, insbesondere wertvolle Stücke von der historisch in seiner Geburtsstadt Magdeburg ansässigen Fayence- und Steingutmanufaktur Guischard. Die Sammlung wurde in die Dr. Manfred Meinz und Jutta Schoeller-Meinz Stiftung eingebracht. Die treuhänderisch von der Stadt Magdeburg verwaltete Stiftung umfasst 68 Stücke, für die 2004 ein Wert von 360.000 € angegeben wurde. Sie wird vom Kulturhistorischen Museum Magdeburg betreut und präsentiert.

## Direktor des Kulturgeschichtlichen Museums der Stadt Osnabrück
Manfred Meinz war von 1970 bis 1991 Direktor des Kulturgeschichtlichen Museums der Stadt Osnabrück (seit 2017 Teil des Museumsquartiers Osnabrück). Unter seiner Ägide erfolgte die Trennung der kulturhistorischen von den naturwissenschaftlichen Sammlungen. Aus einem Museum wurden zwei organisatorisch selbstständige Museen. Meinz prägte das Profil des Hauses als Kulturgeschichtliches Museum. Er intensivierte die Vermittlungsangebote im Haus und die Kontakte mit Osnabrücker (Familien-)Unternehmen und gewann dadurch Förderer, die ihn unterstützten, spezielle Sammlungsbereiche zu erweitern. Mit der Einstellung eines Volkskundlers 1972 und eines Archäologen 1975 wurde die Betreuung der Abteilungen Alltagskultur und Archäologie professionalisiert.
Auch die Felix-Nussbaum-Forschung ist mit seinem Namen verbunden. Als neuer Direktor des Kulturgeschichtlichen Museums übernahm Manfred Meinz 1971 die Werke aus dem Nachlass des Künstlers. Die ersten Gespräche über die Handhabe hatte noch sein Vorgänger Walter Borchers mit den Erben Nussbaums geführt. Meinz ließ die Werke restaurieren und organisierte die erste große Retrospektive. Die bundesweit wahrgenommene Ausstellung machte den belgischen Kunsthändler Willy Billestraet auf Osnabrück aufmerksam, was letztendlich dazu führte, dass die Nussbaum-Sammlung mit Werken ergänzt werden konnte, die zwischen 1942 und 1944 im Exil in Belgien (bzw. im Versteck dort) entstanden waren und die Werke in das Felix-Nussbaum-Haus kamen.

## Auszeichnungen
Am 21. Mai 2006 durfte sich Manfred Meinz gemeinsam mit seiner Ehefrau in Ehrung für sein Stiftungs-Engagement in das Goldene Buch der Stadt Magdeburg eintragen. Meinz war außerdem Vorstandsmitglied des Osnabrücker Fördervereins zum Wiederaufbau der Dresdner Frauenkirche und wurde für sein Engagement 2007 mit einer Ehrenmedaille ausgezeichnet.

## Werke
- Die Kirche zu Engerhafe, 1962.
- Die Kirche zu Petkum, 1964.
- Der mittelalterliche Sakralbau in Ostfriesland. Verlag Ostfriesische Landschaft, Aurich 1966.
- Diether Kressel – Radierungen und Holzschnitte. Werkverzeichnis der Grafik, 1972, gemeinsam mit Hans Theodor Flemming.
- Diether Kressel – Radierungen 1965–1976. Werkverzeichnis, 1976, gemeinsam mit Hans Theodor Flemming.
- Schönes Silber. Ein Handbuch für Sammler und Liebhaber, Deutscher Taschenbuch Verlag, München 1977.
- Osnabrücker Kunstschätze vom Mittelalter bis zur Renaissance. Ausstellung der Stadt Osnabrück und des Landkreises Osnabrück, Rasch Verlag, Bramsche 1989.
- Wilhelm-Karmann-Stiftung. Erwerbungen aus 25 Jahren. 100 ausgewählte Objekte, Rasch Verlag, Bramsche 1996.
- Die Porzellanmanufaktur Fürstenberg, 2004, gemeinsam mit Beatrix Freifrau von Wolff Metternich.